# Jettingen (Jettingen-Scheppach)
Jettingen ist ein Gemeindeteil von Jettingen-Scheppach im schwäbischen Landkreis Günzburg in Bayern.

## Geschichte

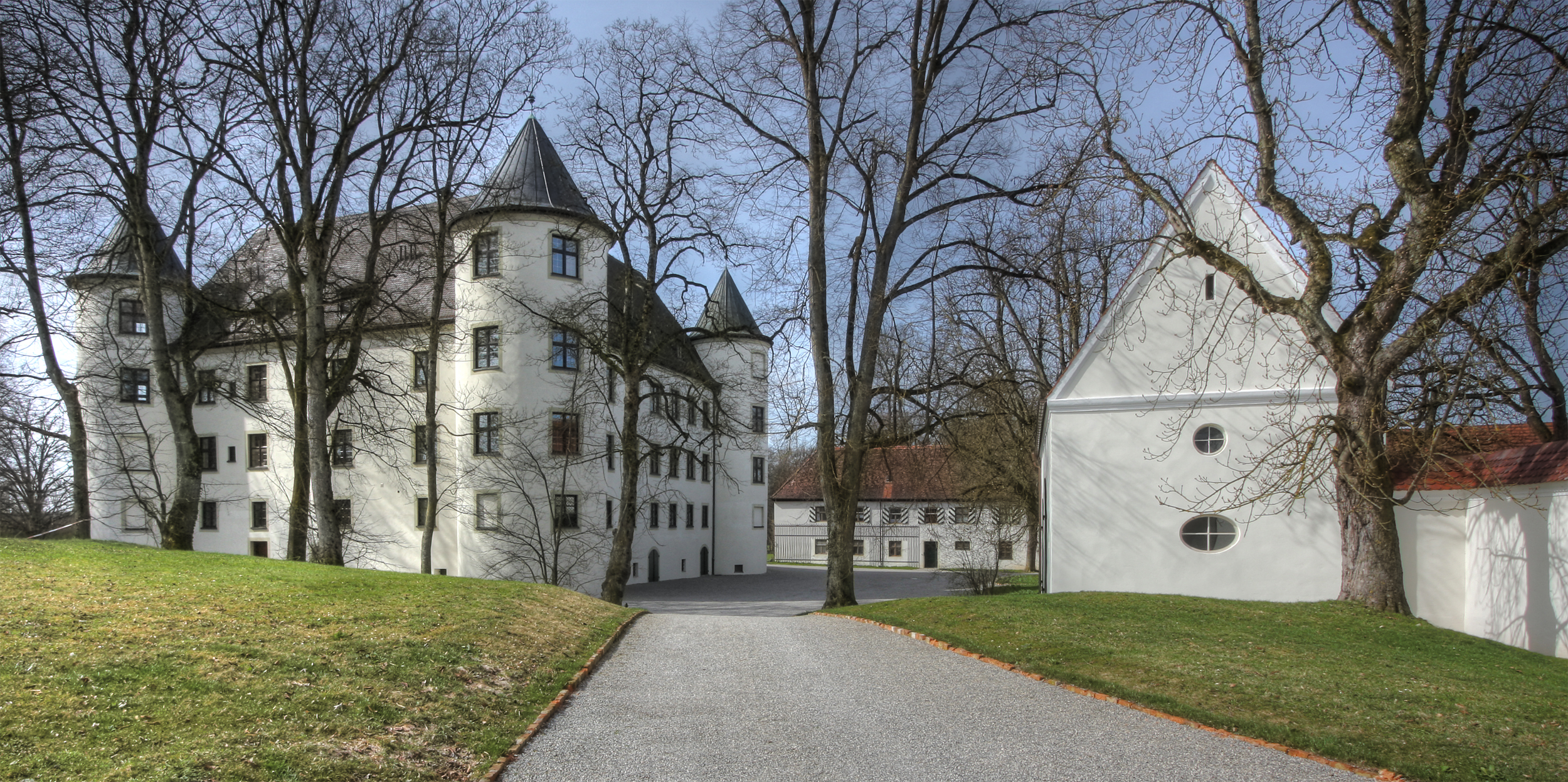
Schloss Jettingen

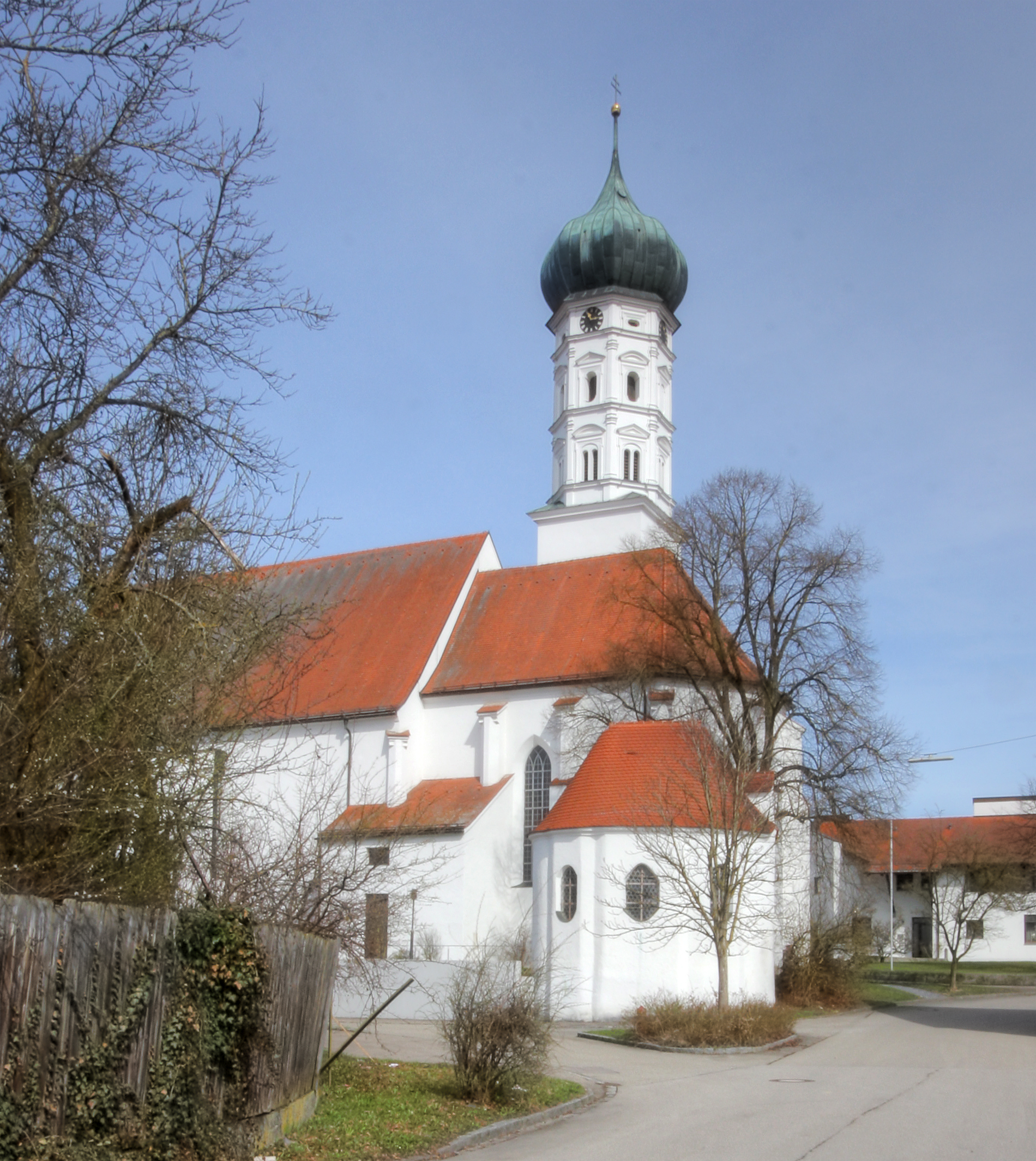
Kirche St. Martin

Die Existenz Jettingens ist erstmals 1030 belegt. Unter dem Namen „Üetingen“ wird die Ortschaft in einer Schenkungsurkunde des Welfen-Grafen Welf II. erwähnt. 1363 erhielt Jettingen die Marktrechte. Der Ort war Sitz einer Herrschaft und gehörte seit 1460 den Herren vom Stain, seit 1747 den Grafen Schenk von Stauffenberg. Mit der Rheinbundakte 1806 kam er zum Königreich Bayern. Im Zuge der Verwaltungsreformen in Bayern entstand mit dem Gemeindeedikt von 1818 die politische Gemeinde Jettingen. Diese gehörte bis 1862 zum Landgericht Burgau im Oberdonaukreis (später Kreis Schwaben und Neuburg), danach zum Bezirksamt (ab 1939 Landkreis) Günzburg.
Am 1. Januar 1970 wurde durch den freiwilligen Zusammenschluss der Gemeinden Jettingen und Scheppach die Gemeinde Jettingen-Scheppach gegründet.

## Heute
In dem mit Abstand bevölkerungsreichsten Ort der Gemeinde befindet sich der Sitz der Gemeindeverwaltung. Hier liegen auch die Schwerpunkte des Einzelhandels und der medizinisch-sozialen Versorgung. Es gibt die Eberlin-Mittelschule und in zwei Kinderkrippen und Kindergärten. Das rege Vereinsleben zeigt sich vor allem im Trachten- und musikalischen Bereich.

## Baudenkmäler
- Katholische Pfarrkirche St. Martin mit Epitaph für Philipp von Stain
- Schloss Jettingen
- Seelenkapelle St. Michael (Jettingen-Scheppach)
- St. Leonhard (Jettingen-Scheppach)

## Söhne und Töchter des Ortes
- Johann Ernst Eberlin (1702–1762), Komponist und Organist
- Isabella Braun (1815–1886), Jugendbuchautorin
- Dominikus Böhm (1880–1955), Architekt und bedeutender Kirchenbauer
- Claus Schenk Graf von Stauffenberg (1907–1944), Mitglied des militärischen Widerstandes während des Zweiten Weltkriegs, Ausführender des Attentats vom 20. Juli 1944 auf Adolf Hitler
- Heinrich  Barthelmes (1909–1985), Kirchenmusiker
- Bernd Kallina (* 1950), Politikwissenschaftler und Journalist